# ستيفاني إدواردز (ممثلة)
ستيفاني إدواردز (بالإنجليزية: Stephanie Edwards)‏ هي ممثلة أمريكية، ولدت في 8 نوفمبر 1943 في كينيون في الولايات المتحدة.

## وصلات خارجية
- ستيفاني إدواردز (ممثلة) على موقع IMDb (الإنجليزية)
- ستيفاني إدواردز (ممثلة) على موقع قاعدة بيانات الفيلم (الإنجليزية)